# Dorotea d'Anhalt-Zerbst
Dorotea d'Anhalt-Zerbst (en alemany Dorothea von Anhalt-Zerbst) va néixer a Zerbst (Alemanya) el 25 de setembre de 1607 i va morir a Hitzacker el 26 de setembre de 1634. Era filla del príncep Rodolf d'Anhalt-Zerbst (1576-1621) i de Dorotea Hedwig de Brunsvic-Wolfenbüttel (1587-1609).
El 26 d'octubre de 1623 es va casar a Zerbst amb August de Brunsvic-Lüneburg (1579-1666), fill del duc Enric III (1533-1598) i d'Úrsula de Saxònia-Lauenburg (1545-1620). El matrimoni va tenir cinc fills:
- Enric August (1625-1627)
- Rodolf (1627-1704), casat primer amb Cristina de Barby (1634-1681), i després amb Rosine Menthe (1663-1701).
- Sibil·la (1629-1671), casada amb Cristià de Schleswig-Holstein-Glücksburg (1627-1698).
- Clara Augusta (1632-1700). casada amb Frederic de Würtemberg-Neustadt (1615-1682)
- Antoni Ulric (1633-1714), casat amb Elisabet Juliana de Schleswig-Holstein-Sonderburg-Norburg (1634-1704).